# Ėl'mira Alembekova
Ėl'mira Šamil'evna Alembekova (in russo Эльмира Шамильевна Алембекова?; Saransk, 30 giugno 1990) è una marciatrice russa.

## Palmarès
| Anno | Manifestazione    | Sede      | Evento         | Risultato | Tempo    | Note |
| ---- | ----------------- | --------- | -------------- | --------- | -------- | ---- |
| 2005 | Mondiali allievi  | Marrakech | Marcia 5000 m  | Argento   | 22'27"17 |      |
| 2008 | Mondiali juniores | Bydgoszcz | Marcia 10000 m | Argento   | 43'45"16 |      |
| 2009 | Europei juniores  | Novi Sad  | Marcia 10000 m | Oro       | 46'31"07 |      |
| 2014 | Europei           | Zurigo    | Marcia 20 km   | Oro       | 1h27'56  |      |